# Hydrangea petiolaris
Hydrangea petiolaris là một loài thực vật có hoa trong họ Tú cầu. Loài này được Siebold & Zucc. mô tả khoa học đầu tiên năm 1839.

## Hình ảnh

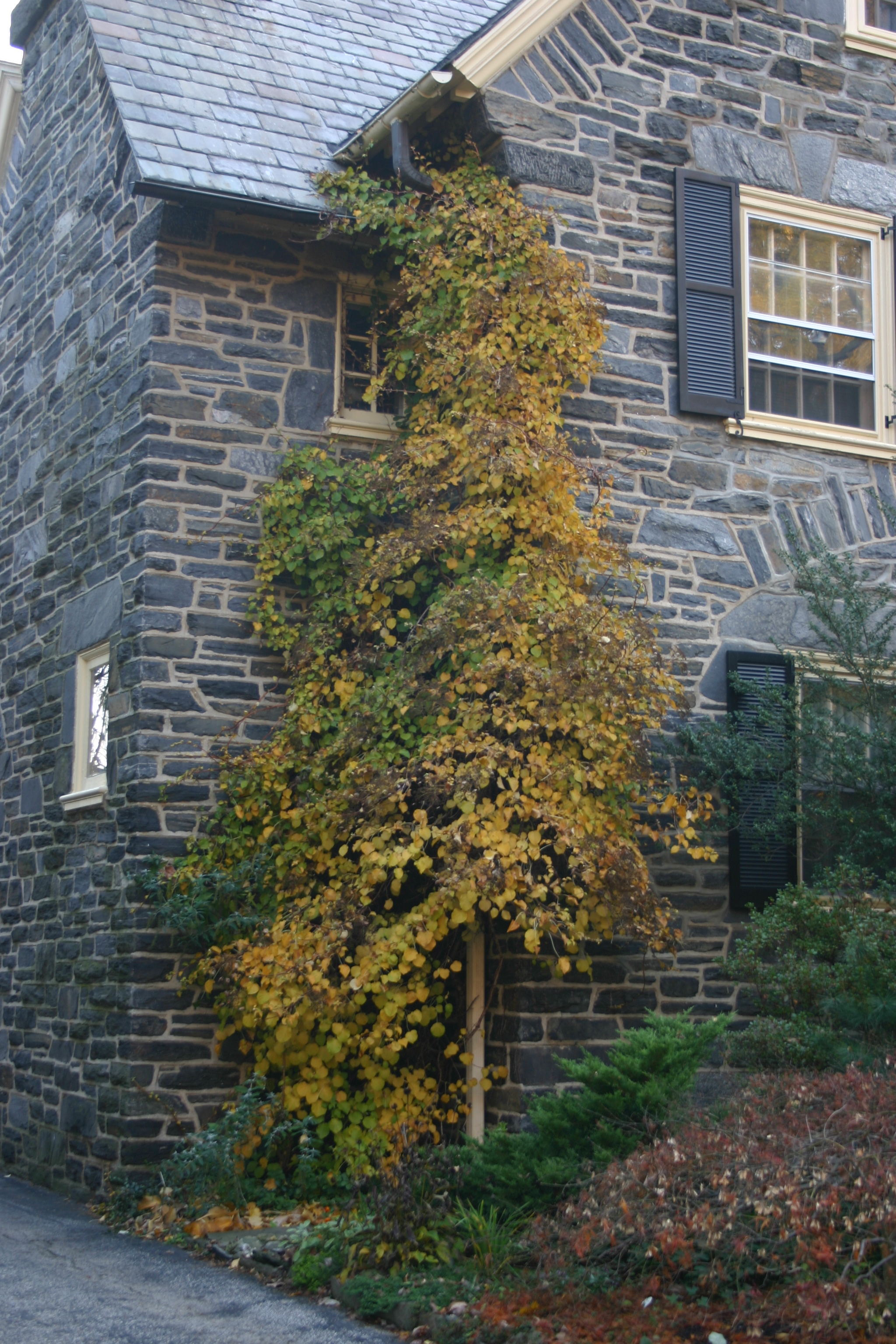
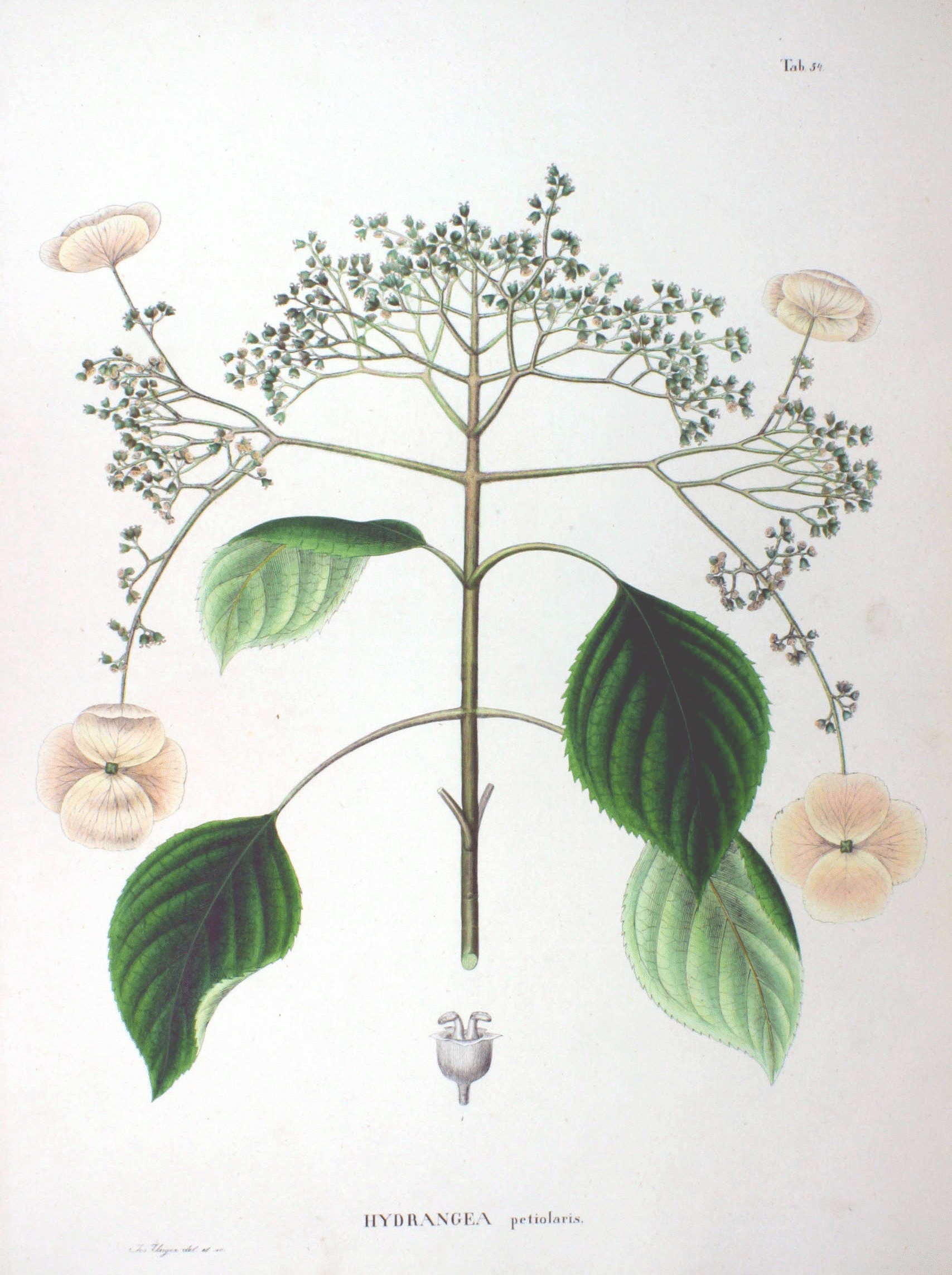
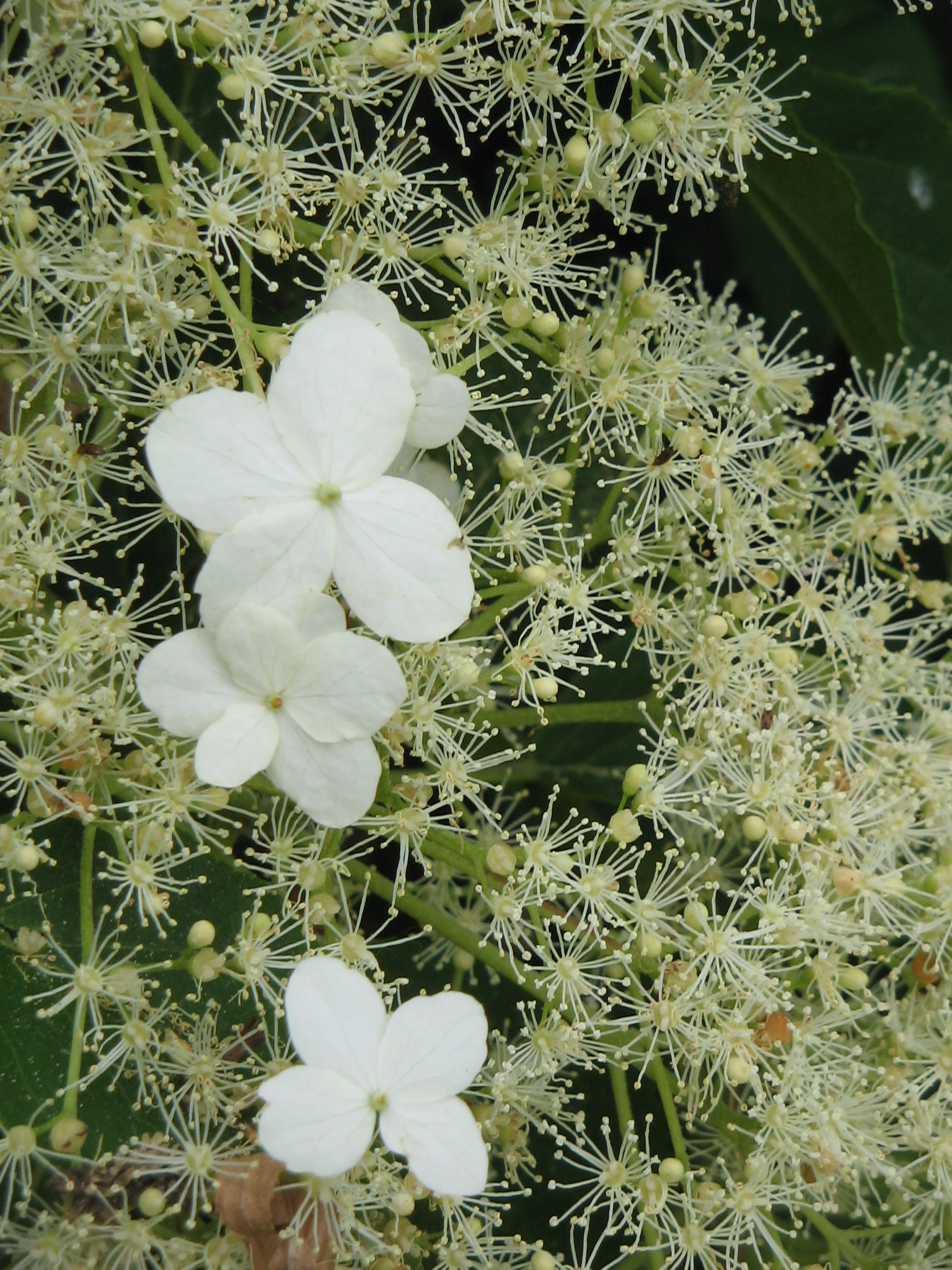
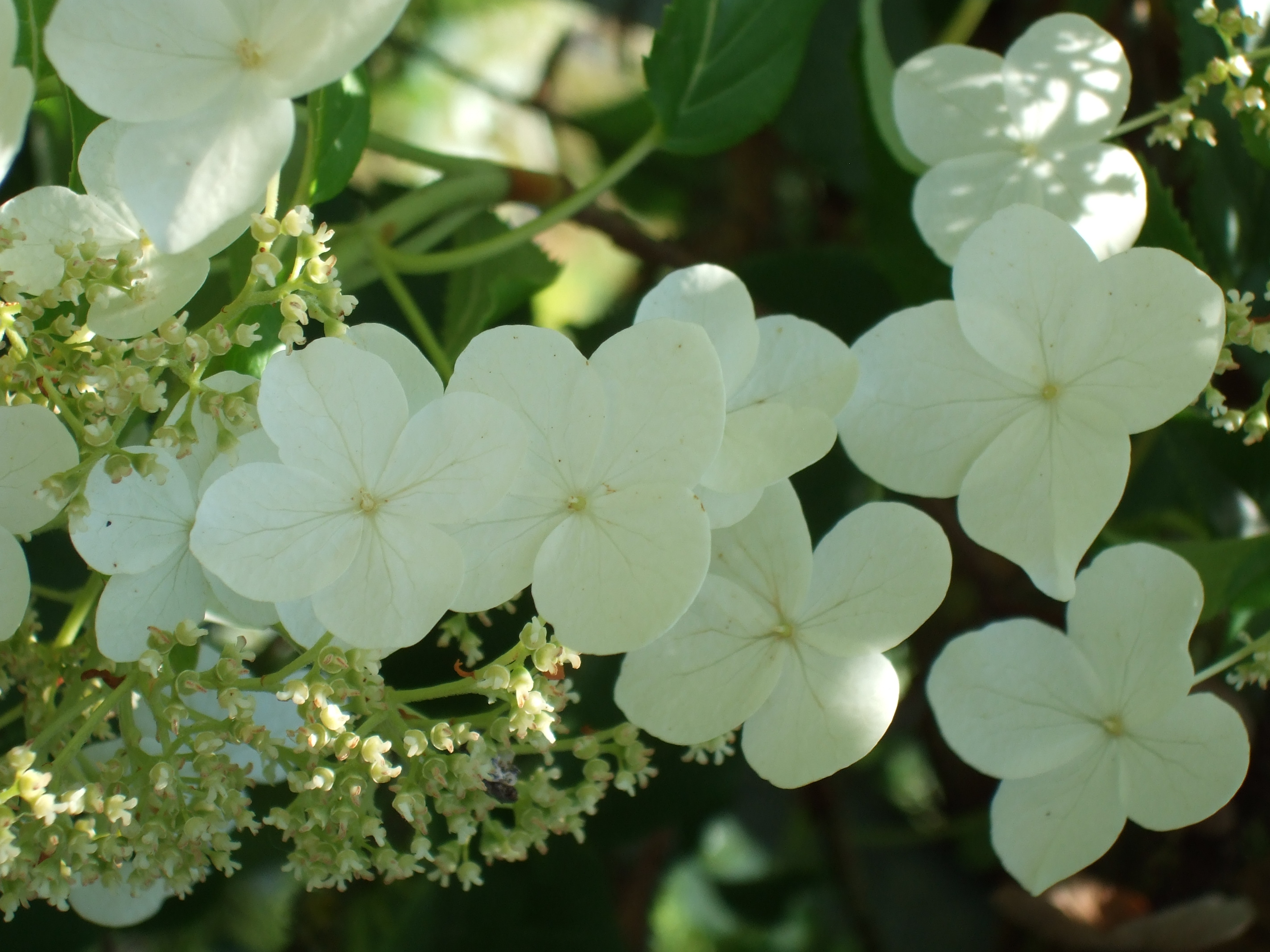